# Edward England

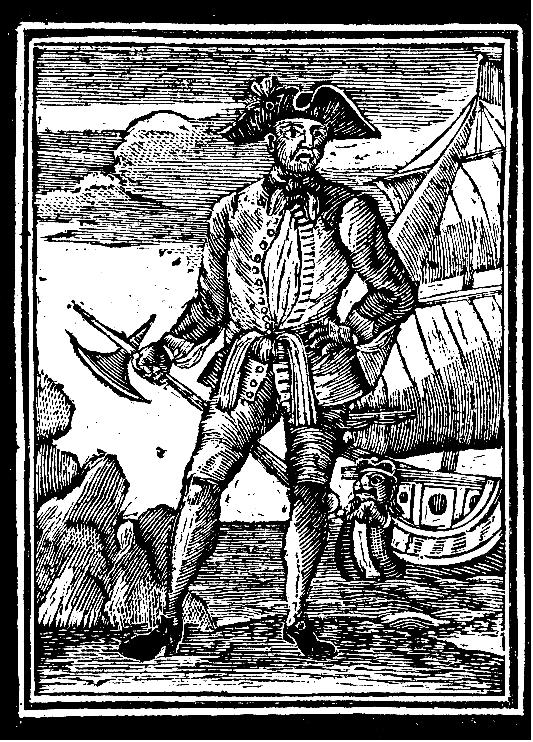
Edward England

Flaga Edwarda Englanda

Edward England, urodzony jako Edward Seegar w Irlandii – pirat działający u wybrzeży Afryki i na Oceanie Indyjskim od 1717 do 1720 r. Jego flagą był klasyczny Jolly Roger z czaszką nad dwiema skrzyżowanymi piszczelami na czarnym tle.